# Iwaniwka (hromada Łyman)
Iwaniwka (ukr. Іванівка) – wieś na Ukrainie, w obwodzie donieckim, w rejonie kramatorskim. W 2001 liczyła 129 mieszkańców. Ewakuowano ludność wsi.